# Walter Bodmer (Biologe)
Sir Walter Fred Bodmer (geboren als Walter Billigheimer 10. Januar 1936 in Frankfurt am Main) ist ein britischer Humangenetiker. Seit 1974 ist er Mitglied der Royal Society.

## Leben
Da Walter Billigheimers Vater Jude war, musste dieser mit seiner jungen Familie Deutschland 1938 verlassen. Eine neue Bleibe fand sie im englischen Manchester, wo Bodmer, wie er seit 1947 hieß, die Grammar School besuchte. An der University of Cambridge bestand er den höchst angesehenen Tripos in Mathematik. 1956 heiratete er die britische Genetikerin Julia Bodmer (1934–2001), geborene Pilkington. Das Paar hatte drei Kinder.
Bodmer promovierte 1959 in Cambridge mit einer Arbeit zur Populationsgenetik; dazu hatte er die Stängellose Schlüsselblume und die Hausmaus untersucht.
Danach wechselte Bodmer 1961 zur Stanford University, als wissenschaftlicher Mitarbeiter des Nobelpreisträgers Joshua Lederberg. Die University of Oxford berief ihn 1970 auf die neu eingerichtete Professur für Genetik. Dort forschten die Bodmers gemeinsam über das Antigensystem der menschlichen Leukozyten. 1972 wurde Bodmer in die American Academy of Arts and Sciences gewählt. Seit 1974 ist er Mitglied der European Molecular Biology Organization. 1980 wurde er mit dem William Allan Award ausgezeichnet. Walter Bodmer hatte den Vorsitz in einem Komitee, welches 1985 das öffentliche Verständnis von Naturwissenschaft diskutierte. 1981 wurde er auswärtiges Mitglied (Foreign Associate) der National Academy of Sciences. 1986 wurde er als Knight Bachelor geadelt und führt seither den Namenszusatz „Sir“. 1989 wurde er zum Mitglied der Academia Europaea sowie der American Philosophical Society gewählt.
Er war unter den Ersten, die sich für die Sequenzierung des menschlichen Genoms einsetzten. Von 1991 bis 1993 diente er der Human Genome Organisation (HUGO) als Präsident. Krebsforschung im eigenen Labor qualifizierte ihn zum Generaldirektor (1991 bis 1996) des Imperial Cancer Research Fund. Im Jahr 2005 betraute der Wellcome Trust Walter Bodmer mit der Leitung eines Großprojektes, das die genetische Zusammensetzung der britischen Bevölkerung erfasste. 1981 erhielt Bodmer die Mendel Medal der Genetics Society, 1994 den Michael-Faraday-Preis der Royal Society für seine Beiträge zur Popularisierung der Wissenschaften. 2013 erhielt er die Royal Medal. Er ist Träger von über zwanzig Ehrendoktorwürden und Fellowships. 
Den Akzent der Forschung setzt Bodmer auf die genetischen Mechanismen von Darmkrebs und dessen Stammzellen.